# Выла-Базар
Вы́ла-База́р (чув. Вылпасар) — деревня в Аликовском муниципальном округе Чувашской Республики. Являлось административным центром Большевыльского сельского поселения до его упразднения в 2022 году.

## Общие сведения о селе

### Климат
Климат умеренно континентальный с продолжительной холодной зимой и тёплым летом. Средняя температура января −12,9 °C, июля 18,3 °C, абсолютный минимум достигал −44 °C, абсолютный максимум 37 °C. За год в среднем выпадает до 552 мм осадков.

### Демография
Население —… человек на (2002), из них … % мужчин, … % женщин. Большинство чуваши.

## Современный Выла-Базар
В настоящее время деревня в основном газифицирована.

### Связь и средства массовой информации
- Связь: ОАО «Волгателеком»,Би Лайн,МТС,Мегафон.
- Газеты и журналы: Аликовская районная газета «Пурнăç çулĕпе»-«По жизненному пути» Языки публикаций: Чувашский,Русский.
- Радиостанции:В районе прекратили использовать проводное радио. Поэтому население использует радиоприёмные устройства для приёма местных и республиканских каналов на чувашском и русских языках .Наиболее популярные студии:…
- Телевидение:Население использует эфирное и спутниковое телевидение. Эфирное телевидение позволяет принимать национальный канал на чувашском и русском языках.